# Château de Champlâtreux
Le château de Champlâtreux a été construit entre 1751 et 1757 par l'architecte Jean-Michel Chevotet. Situé à Épinay-Champlâtreux (Val-d'Oise), il fut la résidence de campagne de la famille Molé, illustre famille de parlementaires parisiens, et est la résidence des Noailles depuis le XIXe siècle.
Le château, avec toutes ses parties construites et son parc, a été classé monument historique par arrêté du 9 mars 1989.

## Historique
La terre de Champlâtreux a été acquise en 1567 par Édouard Molé, président à mortier au Parlement de Paris à partir de 1602, et reste depuis dans sa descendance. La famille est dès lors parfois dénommée « Molé de Champlâtreux », la terre de Champlâtreux ayant été érigée en marquisat pour Édouard Molé, fils de Mathieu Molé (1584-1656), premier président du Parlement de Paris et garde des sceaux de France.
Mathieu-François Molé (1705-1793), président à mortier au Parlement de Paris, employa une partie de la fortune immense de sa femme, Bonne-Félicité Bernard, fille du financier Samuel Bernard, pour reconstruire sur un plan beaucoup plus vaste la modeste demeure de style Louis XIII héritée de ses ancêtres, qui sera démolie en 1750.

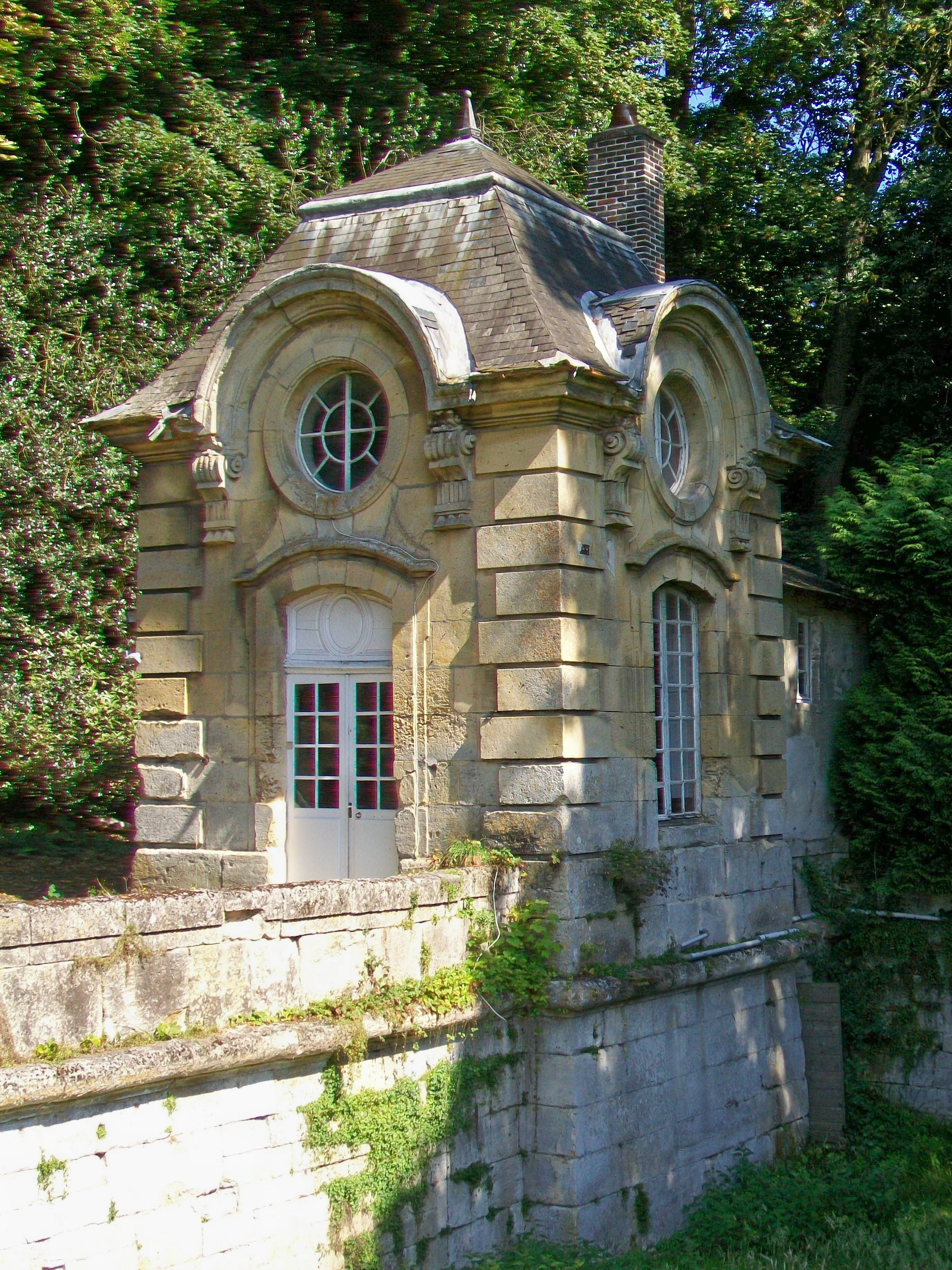
L'un des deux pavillons de garde sur la D 316.

Dans les années 1735-1740, les deux pavillons de gardes visibles depuis la D 316 avaient déjà été construits selon les plans de l'architecte Jean-Michel Chevotet.
Les jardins à la française et la demi-lune devant l'entrée ont également été tracés par cet architecte à cette  époque; de 1751 à 1757, il dirigea la construction du château, des écuries et de l'orangerie, qui furent réalisés dans une période très courte.
Les travaux coûtèrent la somme relativement raisonnable, compte tenu de la magnificence de la demeure, de 513 507 livres. Pour tenir ainsi les coûts, Chevotet avait créé une briqueterie en face du château, utilisé du gypse trouvé sur la propriété pour faire du plâtre, tiré le bois des forêts avoisinantes et la pierre des carrières de Luzarches, Gascourt et Saint-Maximin (Oise).
Les pierres de l'ancien château et du château voisin de Chauvigny (commune de Luzarches) démoli en 1749 sont également remployées.
Le château est conçu comme résidence de campagne et lieu de réception. Son luxe est exceptionnel, et le rez-de-chaussée possède quatre grandes salles d'apparat. Les vingt-trois chambres qui permettent d'inviter un grand nombre de convives possèdent chacune cabinet de toilette, garde-robe et chambre de domestique. Il n'est donc pas étonnant que Champlâtreux soit devenu un rendez-vous de prédilection pour les réceptions et la chasse dans les forêts qui l'entourent.
Dezallier d'Argenville fait la description du château et de son parc à la veille de la Révolution.
Sous la Révolution française, le mobilier est dispersé et le château transformé en hôpital militaire.
Mathieu Louis Molé (1781-1855) s'employa à le remettre dans l'état dans lequel il se trouve aujourd'hui. À sa mort, le domaine passa à son unique héritière, sa petite-fille Clotilde de la Ferté-Meun (1831-1913), fille d’Élisabeth Molé (1812-1832) et d'Hubert de La Ferté-Meun (1806-1898), devenue duchesse de Noailles par son mariage en 1851 avec Jules-Charles-Victurnien de Noailles (1826-1895).
En 1862 les frères Goncourt voient ainsi le salon du château : « hélas restauré pour une visite du roi Louis-Philippe à Monsieur Molé : c'est le style des régimes parlementaires, un triste style qui la correction, l'ennui et la pauvre dignité de l'ancien maître de maison, de M. Molé lui-même ».
Le domaine est resté depuis dans la famille de Noailles ; Anna de Noailles y fit de longs séjours. 
Le parc et l'intérieur du château sont ouverts à la visite du 1er juillet au 9 août chaque année de 8 h à 14 h, ainsi que lors des journées européennes du patrimoine (sauf en cas de privatisation du château ces deux jours là). La visite est libre et coûte 3 €.

## Architecture

### Les annexes
Depuis la D 316, l'on aperçoit la grille d'entrée flanquée de deux petits pavillons de garde. De quelques années antérieurs au château, leur architecture n'est pas moins soignée que celle de la grande demeure princière. De plan carré, elles ne comportent qu'une pièce au rez-de-chaussée et une mansarde.
Cette dernière est éclairée par des grandes oculi, surmontées par une corniche en hémicycle retombant sur des agrafes sculptées. Le chaînage d'angle est particulièrement imposant.
Pour pénétrer dans le parc, il faut franchir un pont sur les douves, solidement construites avec des murs en pierre, mais non remplies d'eau. Ces douves entourent toujours la totalité du domaine, y compris le vaste parc, et font partie des éléments protégés au titre des Monuments historiques. Certains bâtiments en rapport avec le château se trouvent toutefois en dehors du périmètre des douves ; il s'agit de l'église Saint-Eutrope (voir l'article sur la commune) et de deux anciens pavillons de domestiques à proximité de l'église, lourdement remaniés.
Les écuries, construites en briques et moellons, s'élèvent à la gauche de l'avant-cour. Les grandes écuries s'organisent autour d'une cour ouverte sur le nord, avec deux ailes en retour d'équerre. C'est un bâtiment en briques, pierre de taille et crépi, couvert d'ardoises, dans un style XVIIe siècle assez sobre, différent de celui du château. Les ailes latérales comportent des étages, et l'aile occidentale contient la chartrie.
Derrière l'entrée au centre du bâtiment principal surmontée par une tête de cheval sculptée et une horloge, se situe une fontaine-abreuvoir de style classique, avec un bassin évoquant des fonts baptismaux, l'eau étant dispensée par un gros poisson sculpté.
Les petites écuries se situent plus à l'Ouest, et ne comprennent qu'un seul bâtiment, au toit mansardé, supporté par une rangée de colonnes carrés le long de la façade principale Nord. Elles créent une galerie ouverte desservant les compartiments des chevaux. À proximité, subsiste une glacière semi-enterrée.
Plus près du château se trouve un pavillon sans étage, au toit mansardé, architecturalement proche des grandes écuries et abritant aujourd'hui la mairie d'Épinay-Champlâtreux; c'est un vestige du précédent château démoli en 1750.
À droite de l'avant-cour se trouvait l'orangerie, détruite au début du XIXe siècle.

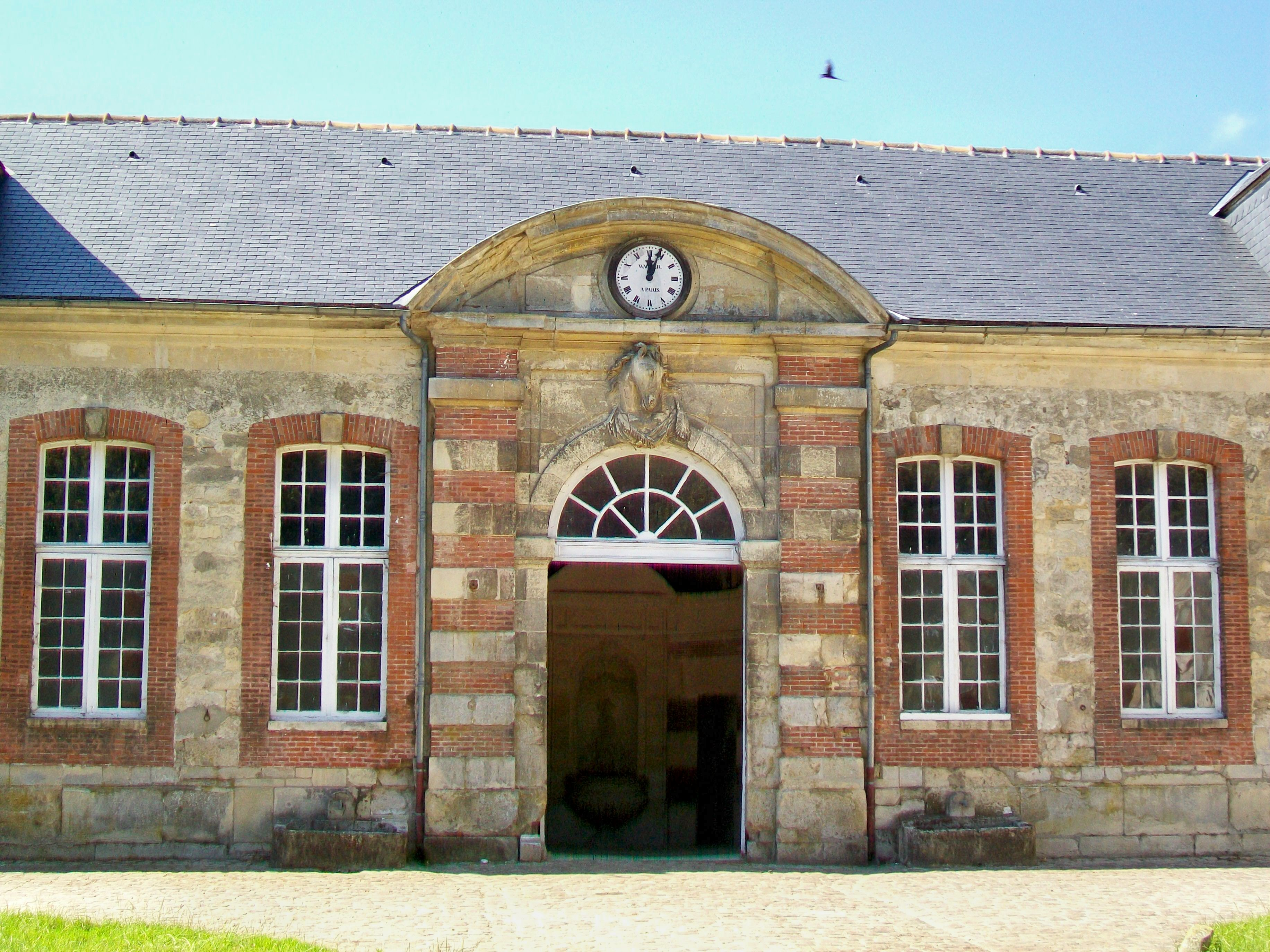
Entrée des grandes écuries, ouvrant sur la fontaine.
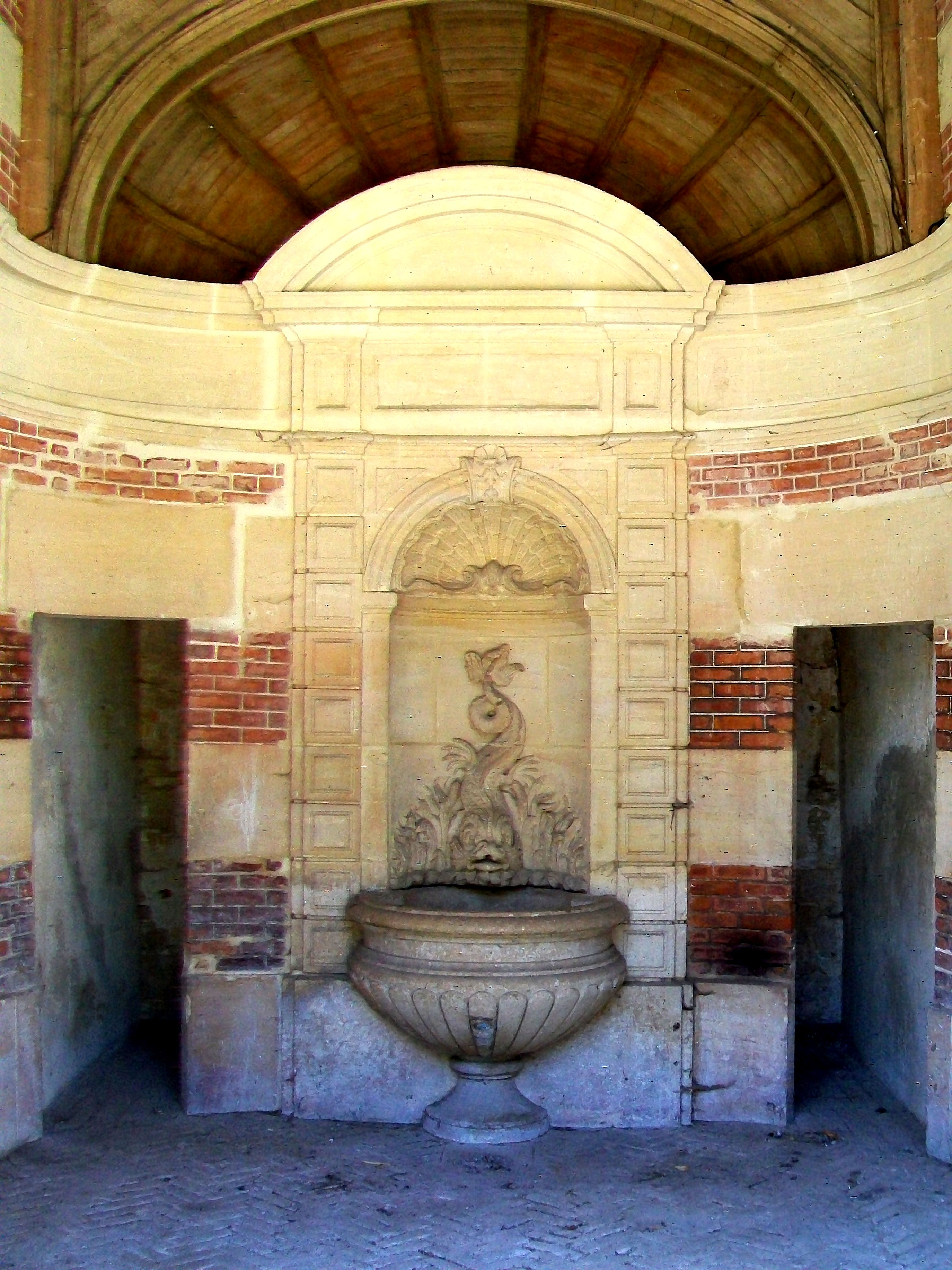
La fontaine-abreuvoir, à l'ouest des écuries.
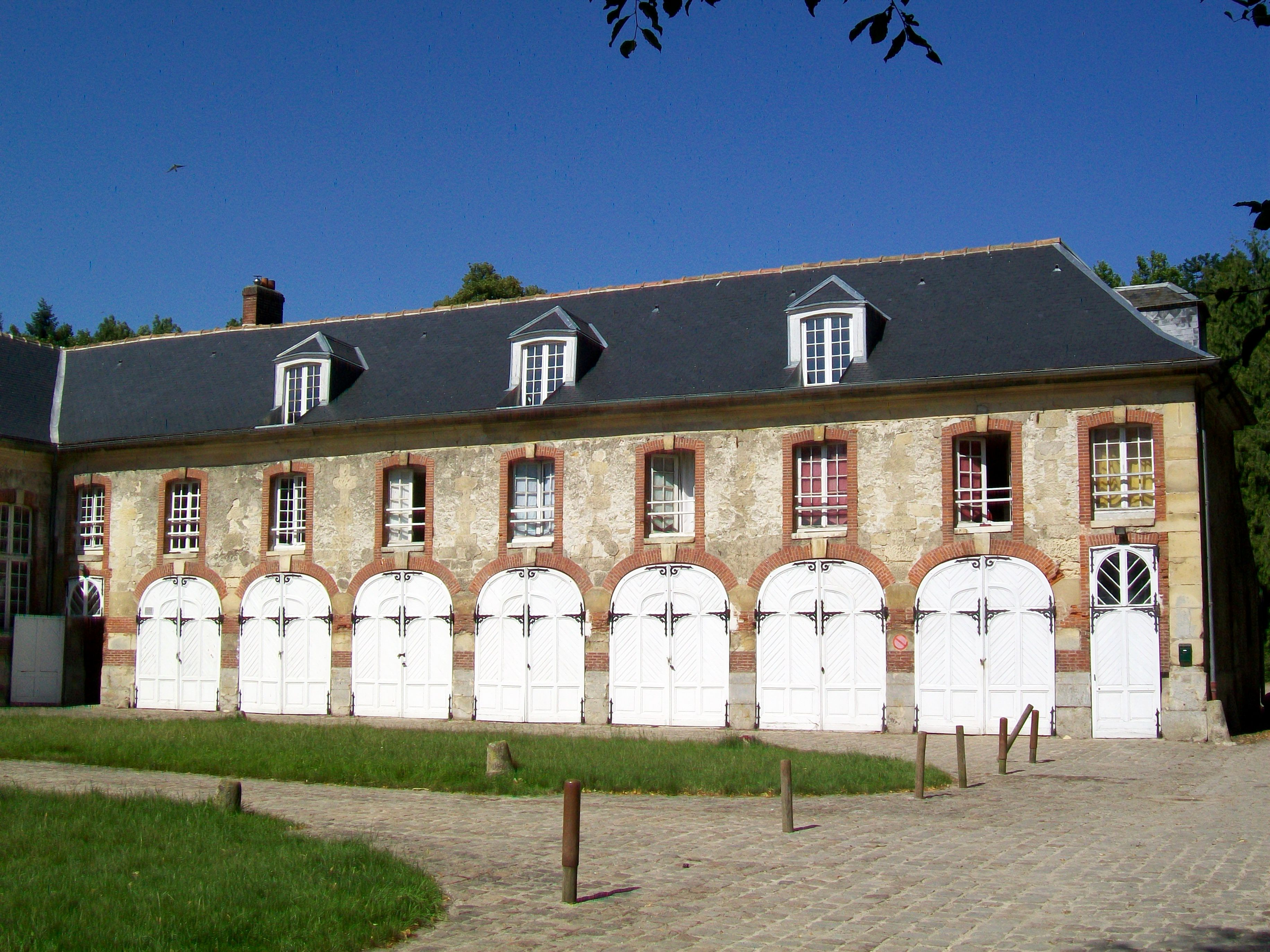
La chartrie, dans le bâtiment des grandes écuries.
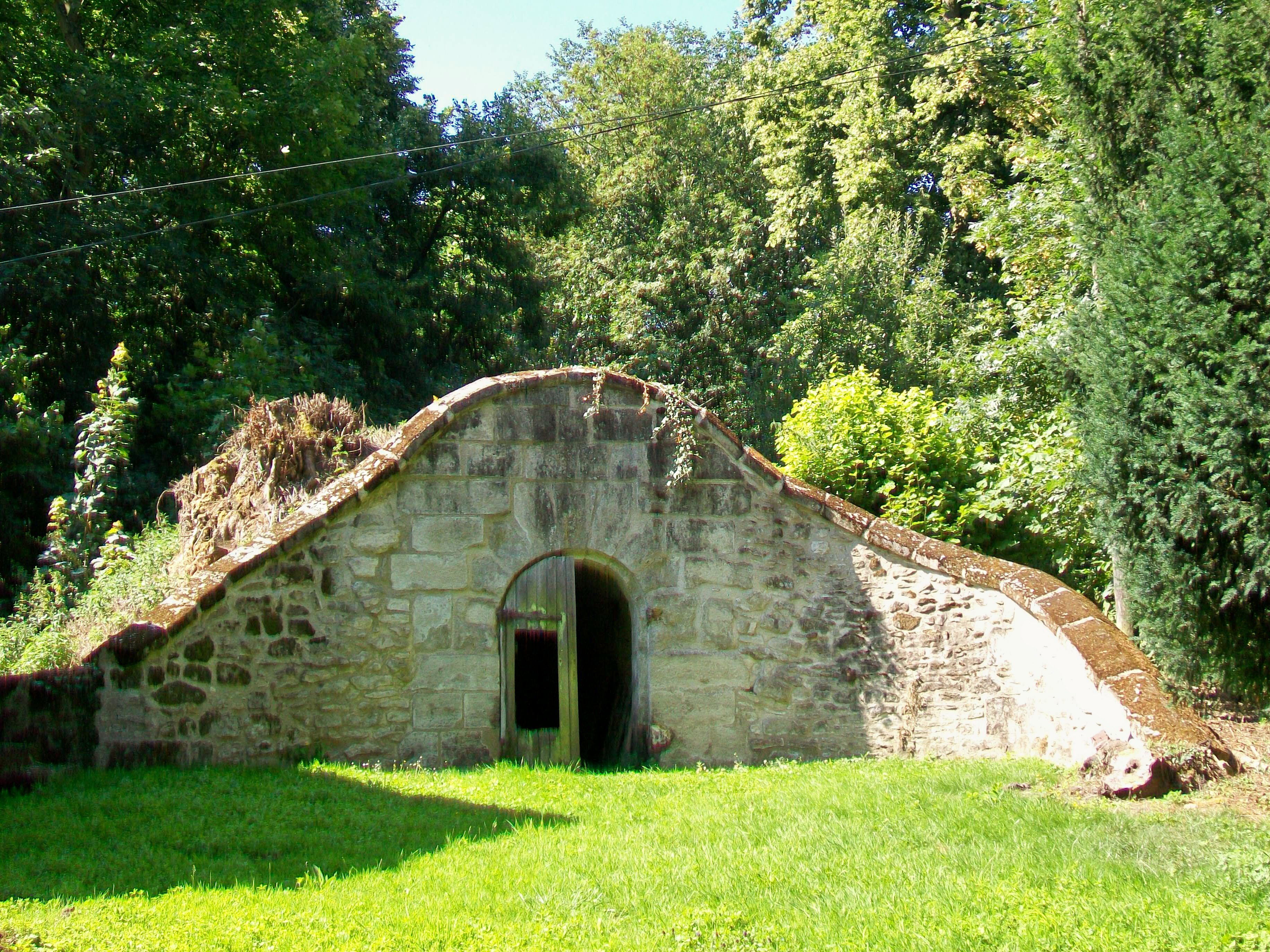
La glacière, à l'ouest des écuries.
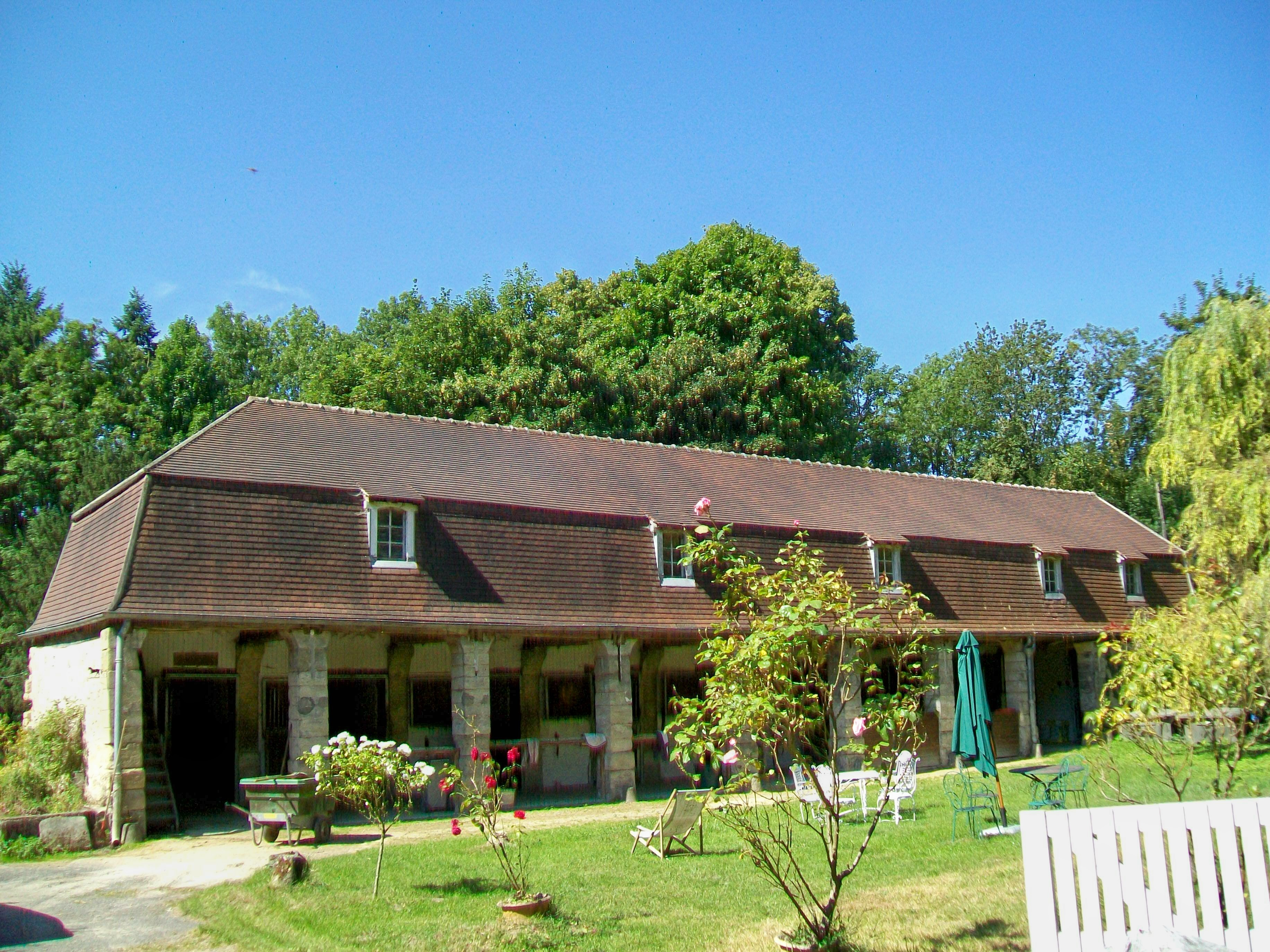
Les petites écuries, avec leur galerie ouverte.

### Le château

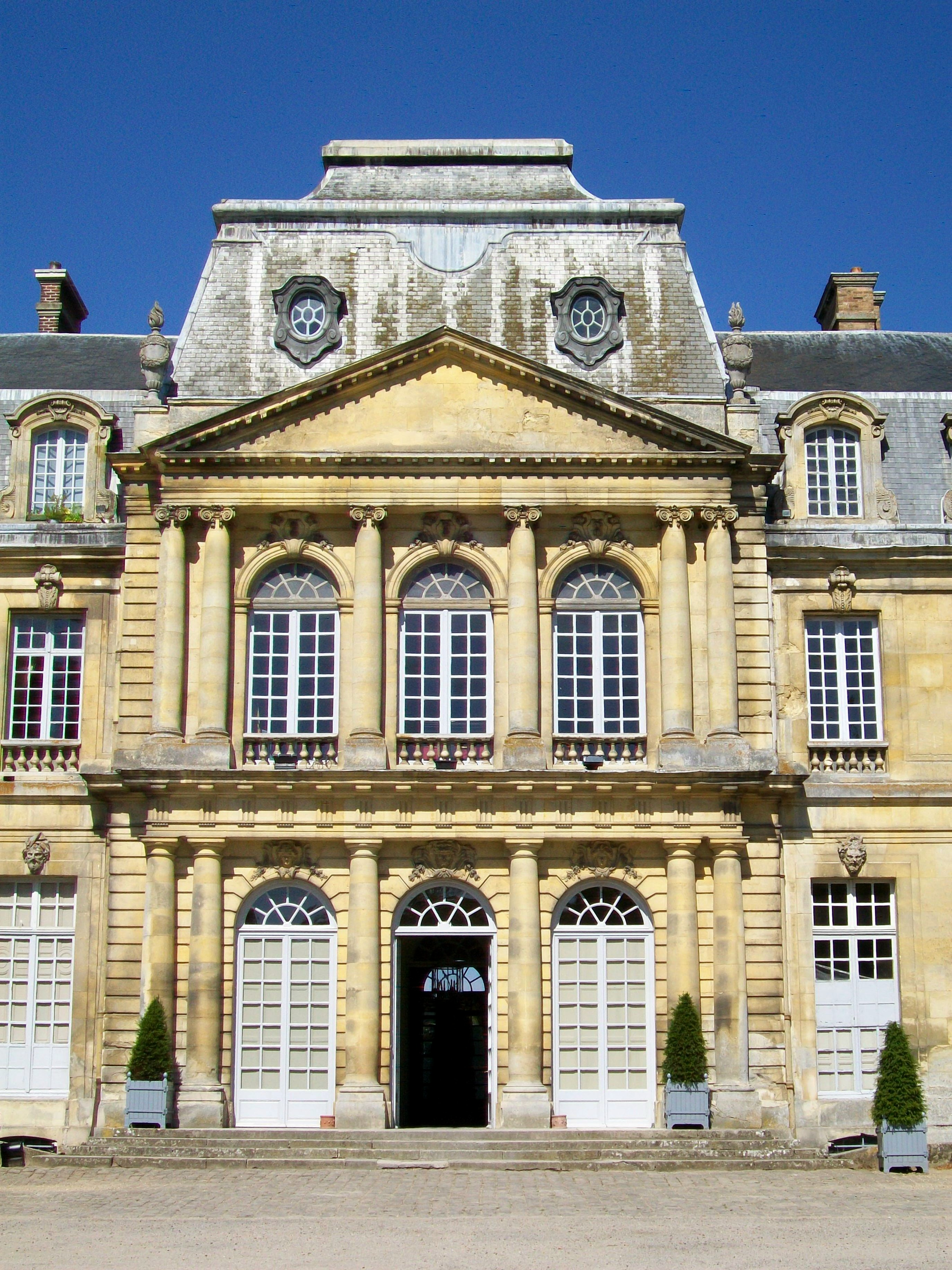
Le pavillon central côté cour (est).
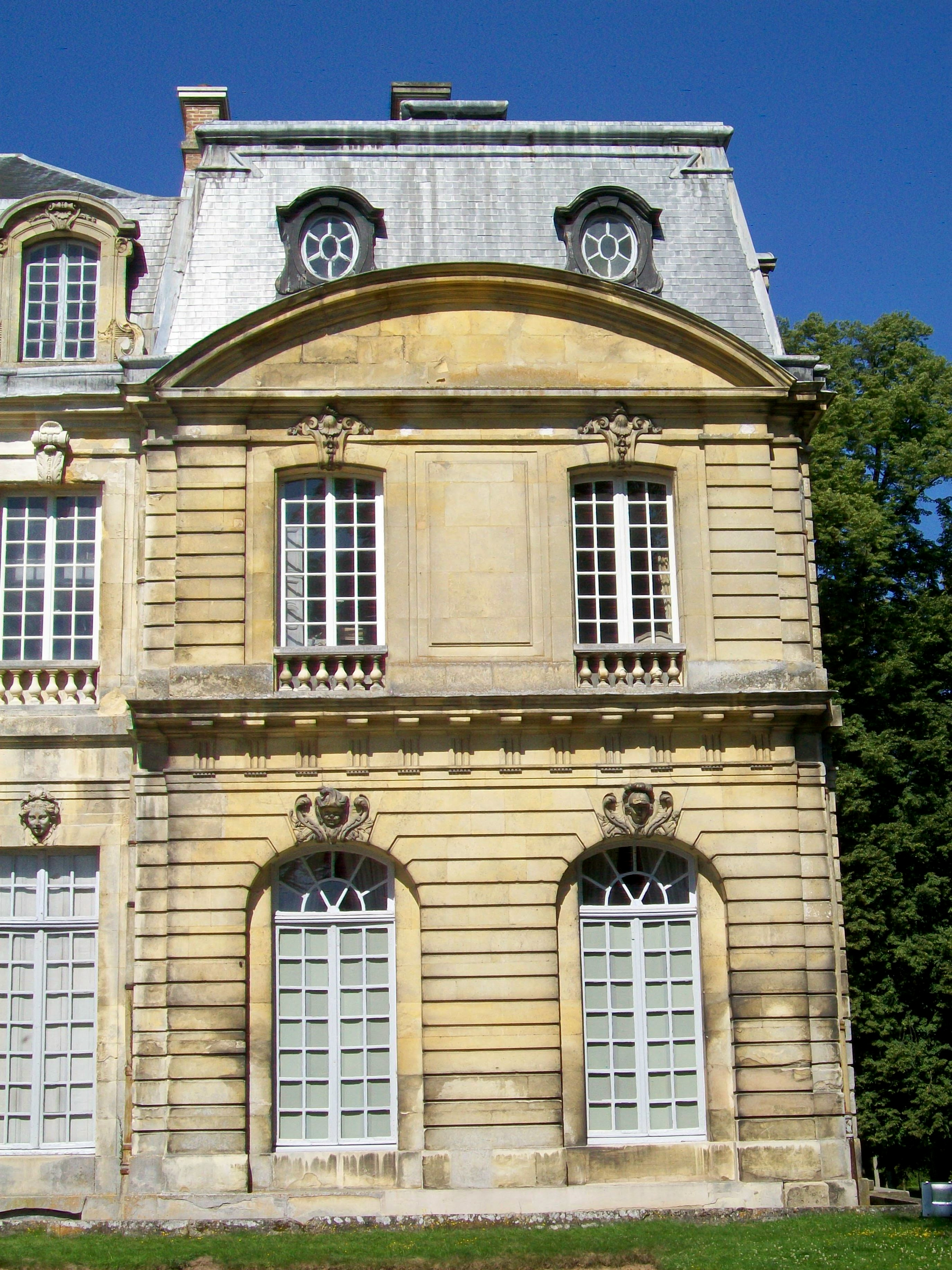
Le pavillon latéral nord côté cour.
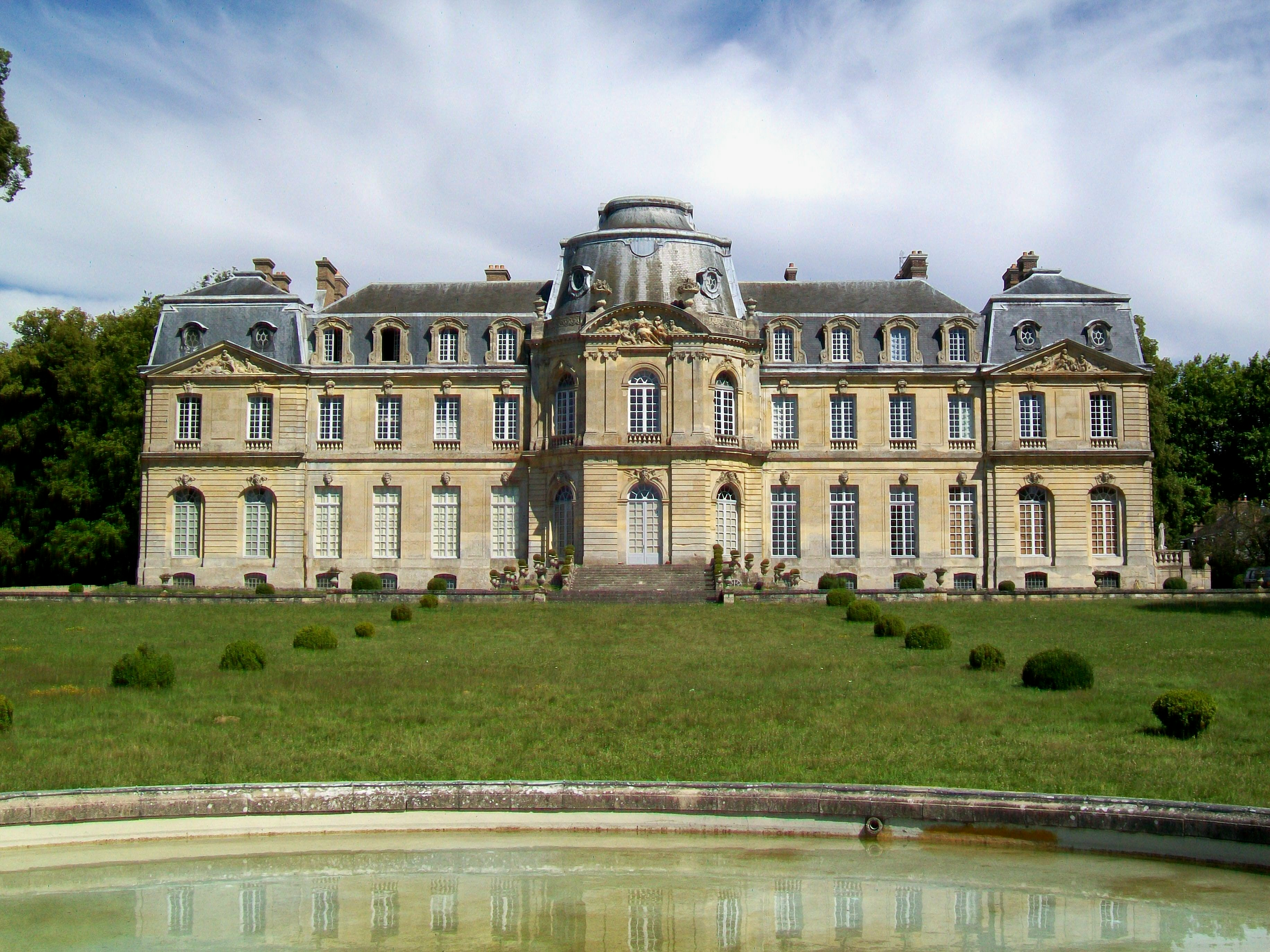
La façade côté parc (ouest), bassin au premier plan.
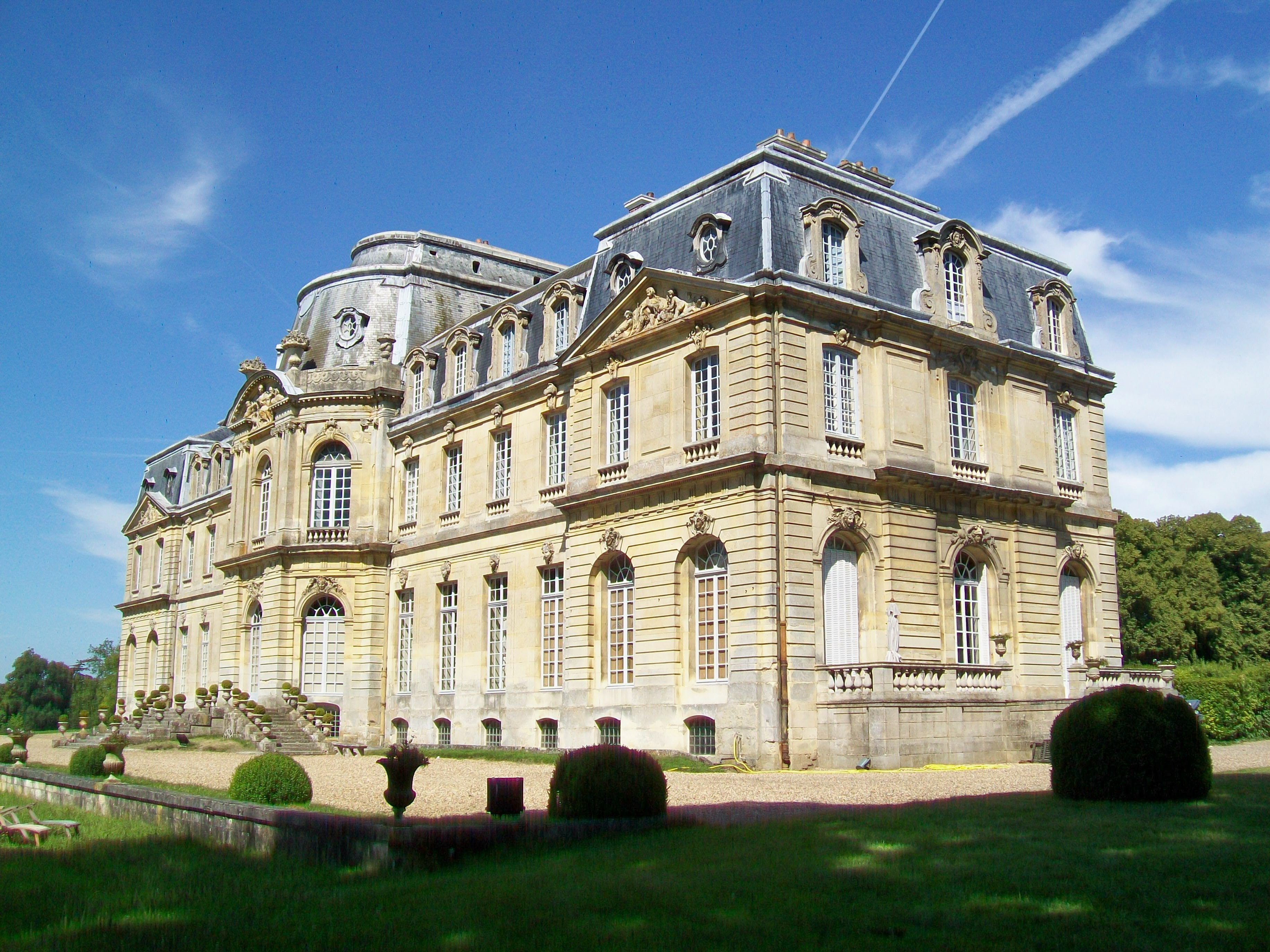
Vue sur le château depuis le sud-ouest.
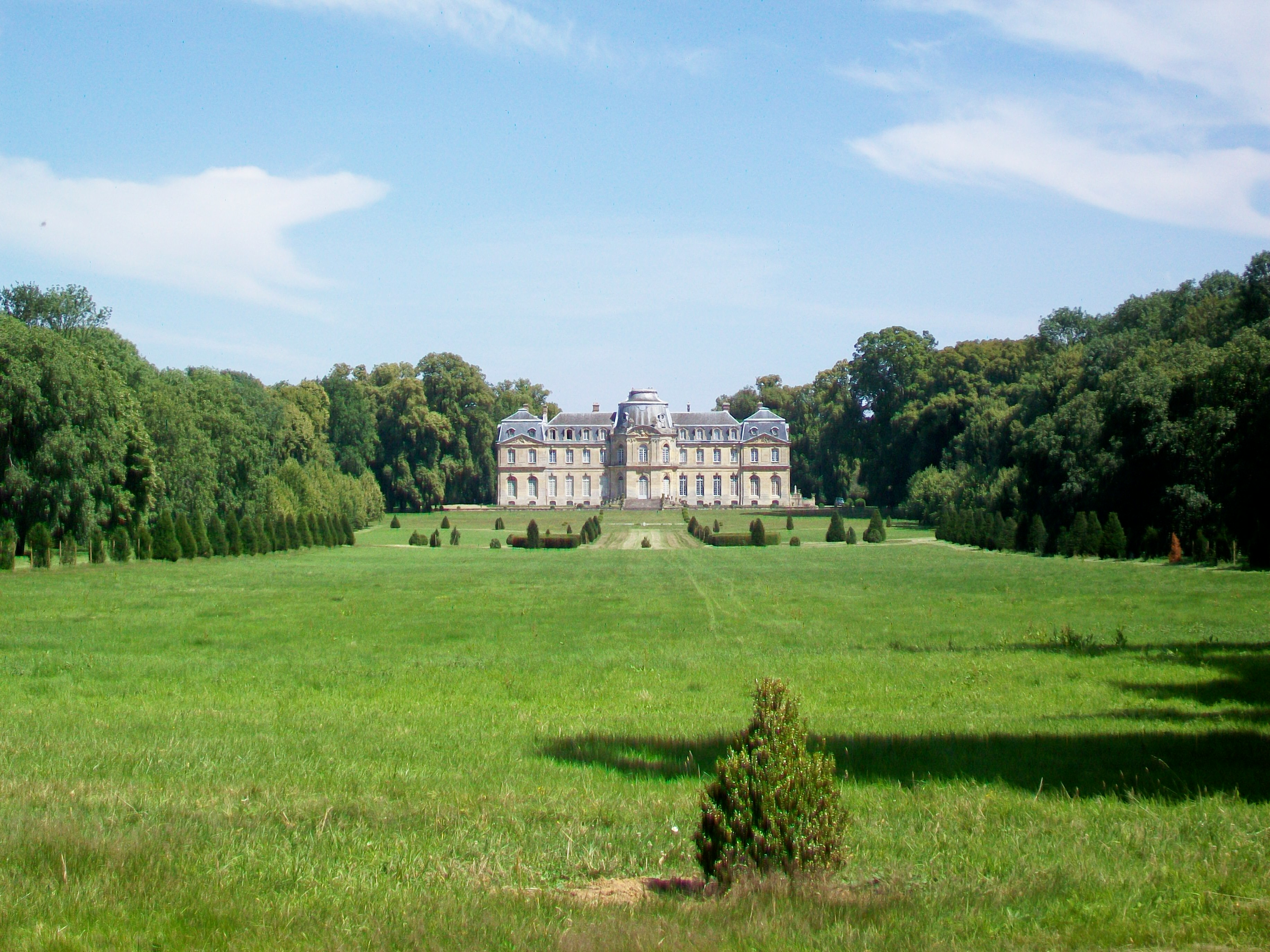
Vue sur le château depuis l'allée d'Écouen.

Le château se situe à l'emplacement d'une partie du précédent qui suivait un plan en équerre, démoli en 1750. Bâti en une seule campagne, il s'agit d'un magnifique exemple d'architecture de style rocaille, d'une rare homogénéité. Les élévations sont inspirées du château d'Asnières, réalisé à compter de cette date par Jacques Hardouin-Mansart de Sagonne, confrère de Chevotet à l'Académie royale d'architecture. 
L'élévation se compose d'un pavillon central polygonal vers la façade occidentale, avec deux ailes latérales de quatre travées de gauche et de droite, se terminant par des pavillons d'angle de deux travées. Le rez-de-chaussée comporte les pièces de réception, des salons, l'oratoire et la bibliothèque, et les étages abritent les chambres. La mansarde est destinée aux chambres des domestiques. Le toit couvert d'ardoises est formé en coupole en dessus des extrémités du pavillon central, qui couronne ainsi le château.
Sous cette énorme toiture, se succèdent encore deux niveaux de combles au-dessus de la mansarde du second étage : le troisième étage comprend six chambres, et le quatrième étage un unique appartement.
La façade orientale, côté cour, présente, sur le pavillon central, des colonnes doriques et ioniques superposés, sommées d'un fronton triangulaire surbaissé. Cette composition est conforme aux modèles classiques du tout début du XVIIIe siècle, représentés notamment par les œuvres de Germain Boffrand.
Le fronton central ainsi que les frontons en arc-de-cercle des avant-corps latéraux comportaient initialement un décor sculpté (armes des Molé au centre et figures de la Justice et de Minerve aux extrémités), qui a malheureusement disparu. Restent les cartouches sculptés au-dessus des fenêtres plein cintre du pavillon central et les mascarons au milieu des linteaux des autres fenêtres du rez-de-chaussée et de l'étage. Au niveau du rez-de-chaussée, ils sont d'une grande qualité artistique et représentent des têtes d'hommes et de femmes, au cheveux bouclés ou tressés, portant coiffes ou couronnes de feuillage.
Au niveau de l'étage, les mascarons sont tous identiques et font penser à des gorgones. Les lucarnes sont décorées d'un entablement avec volutes et des agrafes sculptées au centre de l'arcature.
La façade occidentale, sur jardin, est composée de la même manière. Mais le corps central prend ici une forme polygonale, il est précédé d'un perron et il est coiffé d'une impressionnante toiture en abat-jour, dont l'importance ne tend qu'à l'effet décoratif. Les frontons des avant-corps latéraux sont ici de forme triangulaire, et celui du corps central est en arc de cercle, à l'inverse de la façade orientale.
La façade occidentale a conservé son riche et raffiné décor sculpté, qui évoque les plaisirs de la chasse et de la pêche. Au centre, Diane trône accompagné de génies s'occupant des préparatifs à la chasse. À gauche, a été représentée une scène de chasse au cerf, et à droite, une scène de pêche au filet.
Les trois portes du portail oriental ouvrent sur un vestibule, traité également dans le style classique, communiquant par trois portes-fenêtres avec le deuxième vestibule occidental. D'un plan ovale, ce dernier peut également servir de salon d'été. En son centre se trouve une statue du président Molé, copie de celle du parlement de Paris, offerte par Louis-Philippe en remerciement d'un conseil des ministres qui s'est tenu au château en 1838.
Le premier vestibule donne également accès à l'oratoire, à gauche, avec un décor à l'antique en trompe-l'œil, et à l'escalier d'honneur, à la droite. La rampe est un bel exemple de la ferronnerie d'art du XVIIIe siècle.
L'aile méridionale, à gauche du vestibule, contient outre l'oratoire une grande salle à manger donnant sur le parc, et les appartements privés, qui comprennent, à l'extrémité Sud-Ouest du pavillon d'angle, la bibliothèque d'origine, dans une pièce spécialement aménagée avec des rayons en hémicycle.
L'aile septentrionale contient, outre l'escalier d'honneur, un unique grand salon côté parc, et côté cour, notamment le petit "Salon bleu" et le minuscule "Salon vert". Ensuite, le pavillon d'angle abrite le grand salon sur la totalité de sa superficie. Le "Salon bleu" se démarque par des boiseries de style Rocaille d'une grande délicatesse, dont le décor se poursuit dans les moulures en stuc le long des angles du plafond.
À l'étage subsistent certaines chambres dont le décor d'origine est préservé. La chambre de la comtesse Molé est entièrement tapissée d'un rarissime papier peint chinois dessiné à la main, importé de Chine : sur fond bleu clair, il représente un jardin planté de bambous et de pivoines, animé par plusieurs espèces d'oiseaux et de papillons.

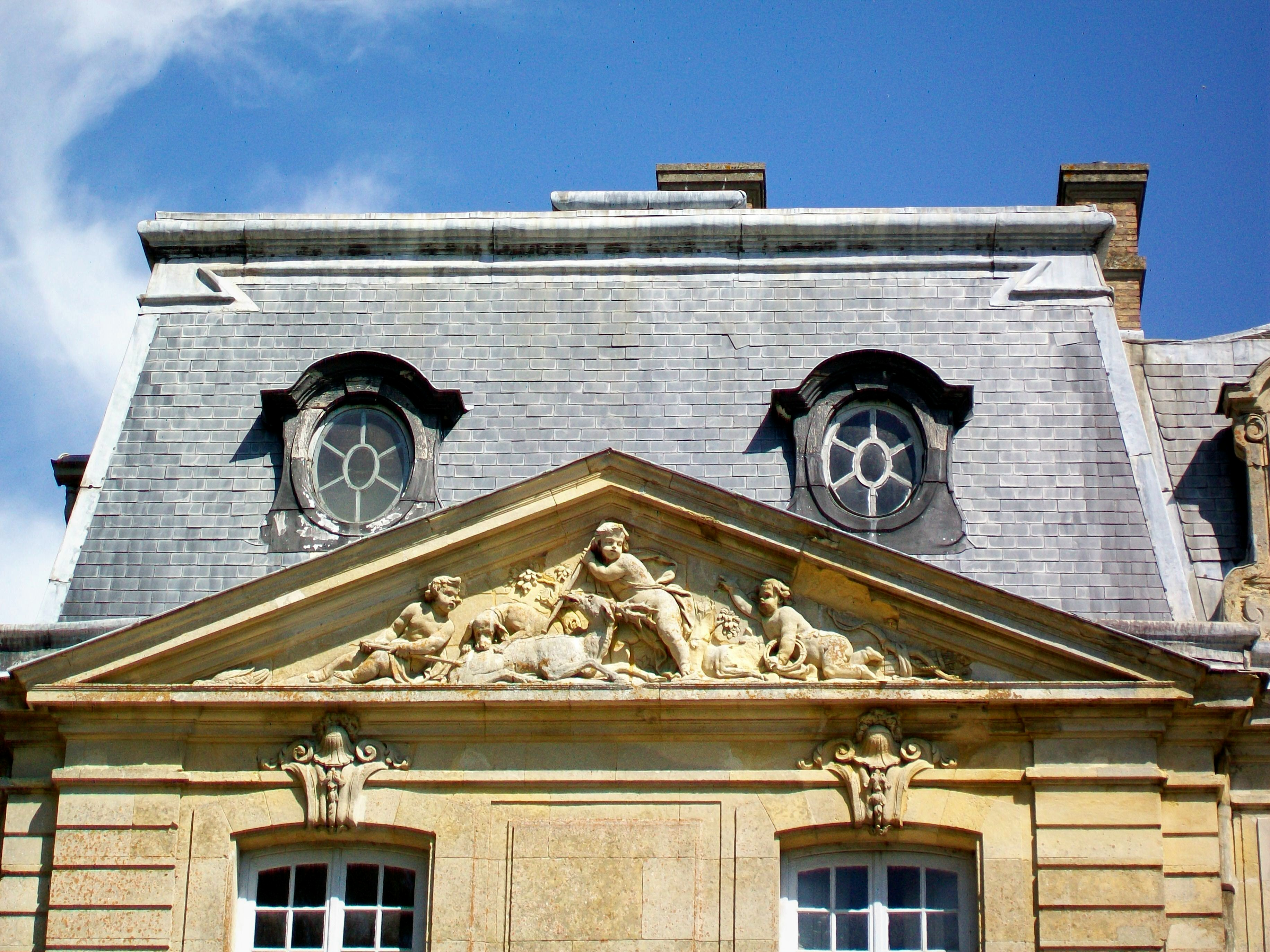
Façade ouest, fronton sculpté du pavillon latéral nord, scène de chasse.
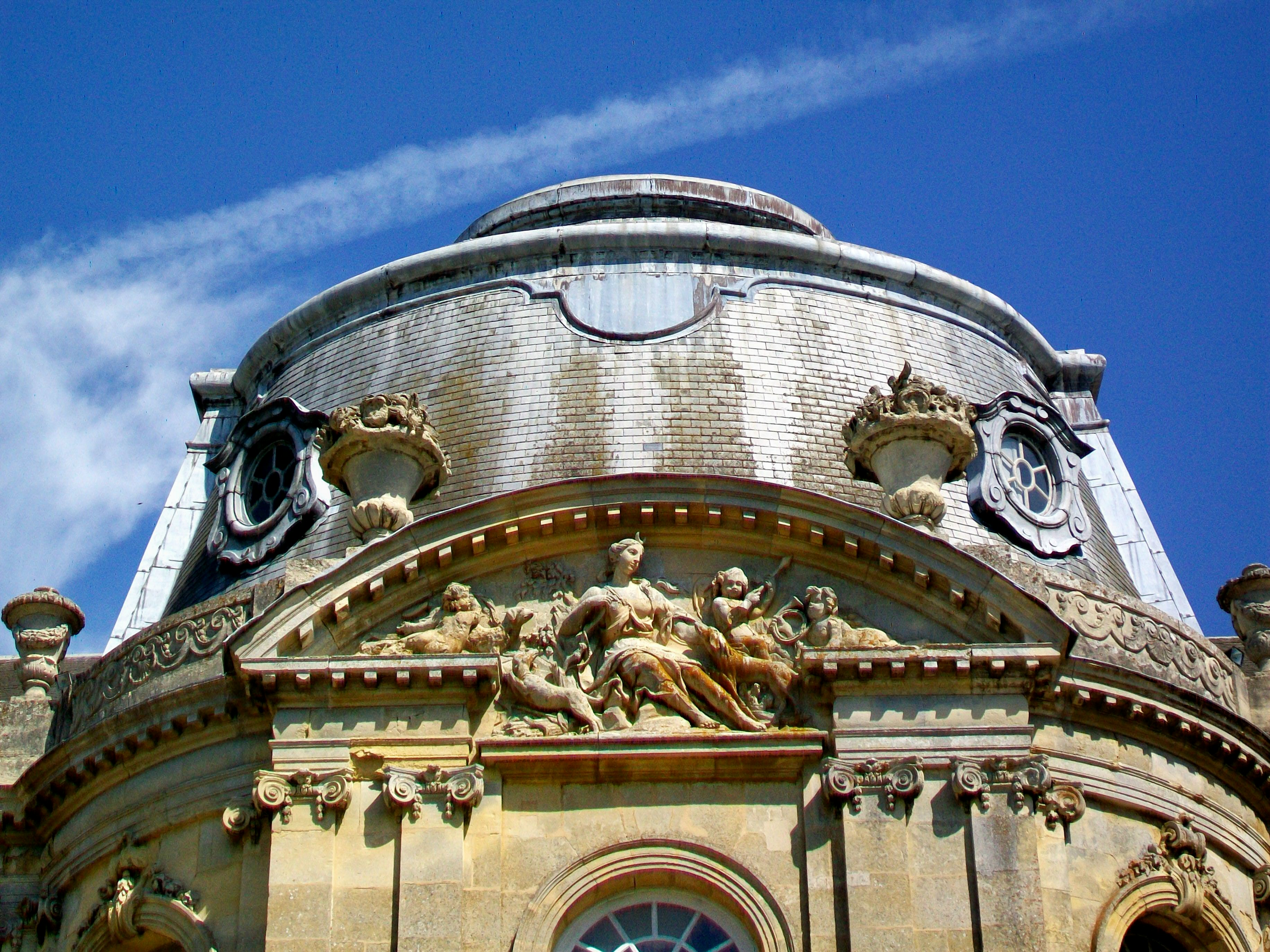
Façade ouest, fronton sculpté du pavillon central, Diane accompagné de génies.
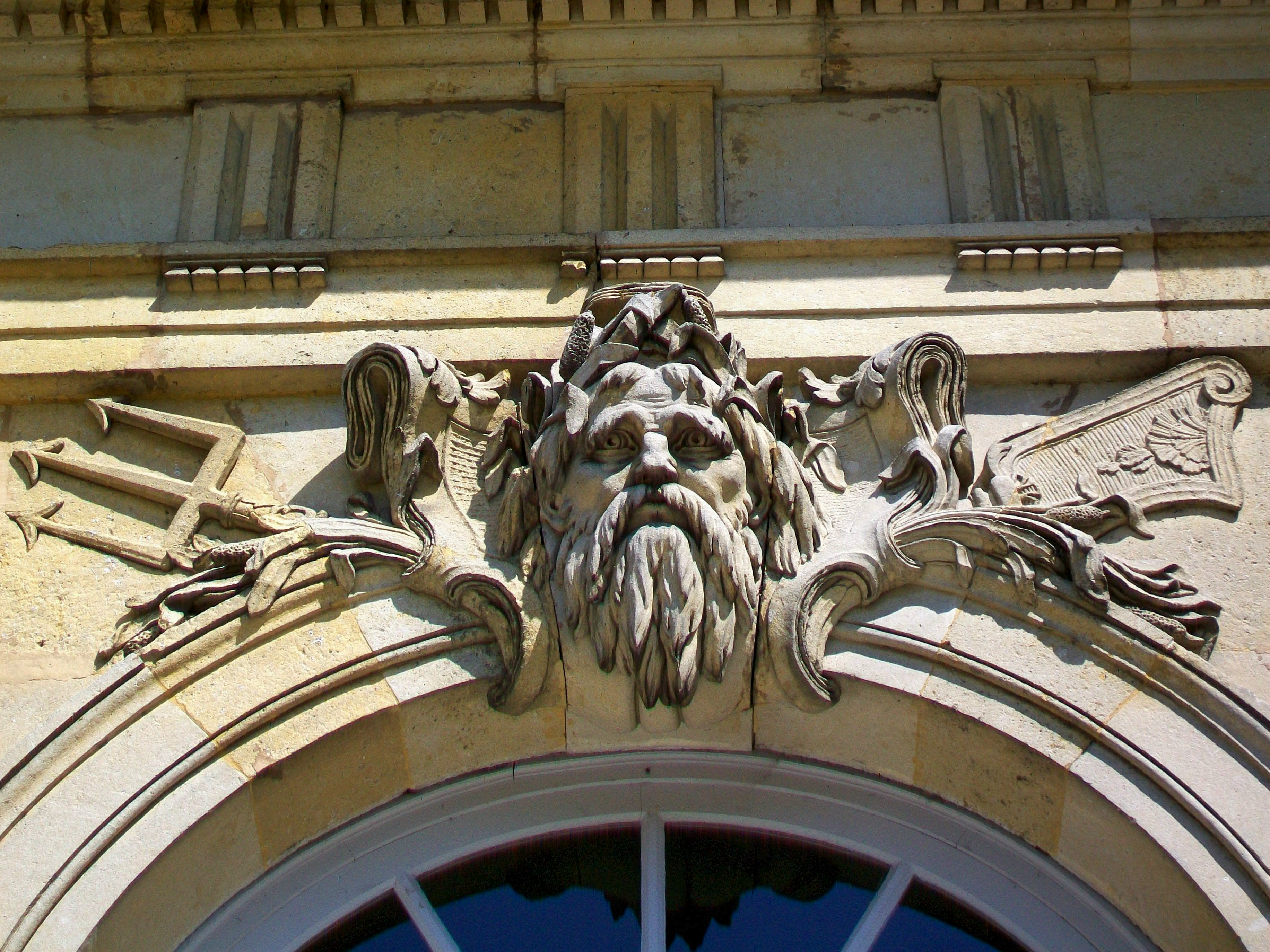
Façade ouest, pavillon central, tête de Neptune au rez-de-chaussée.
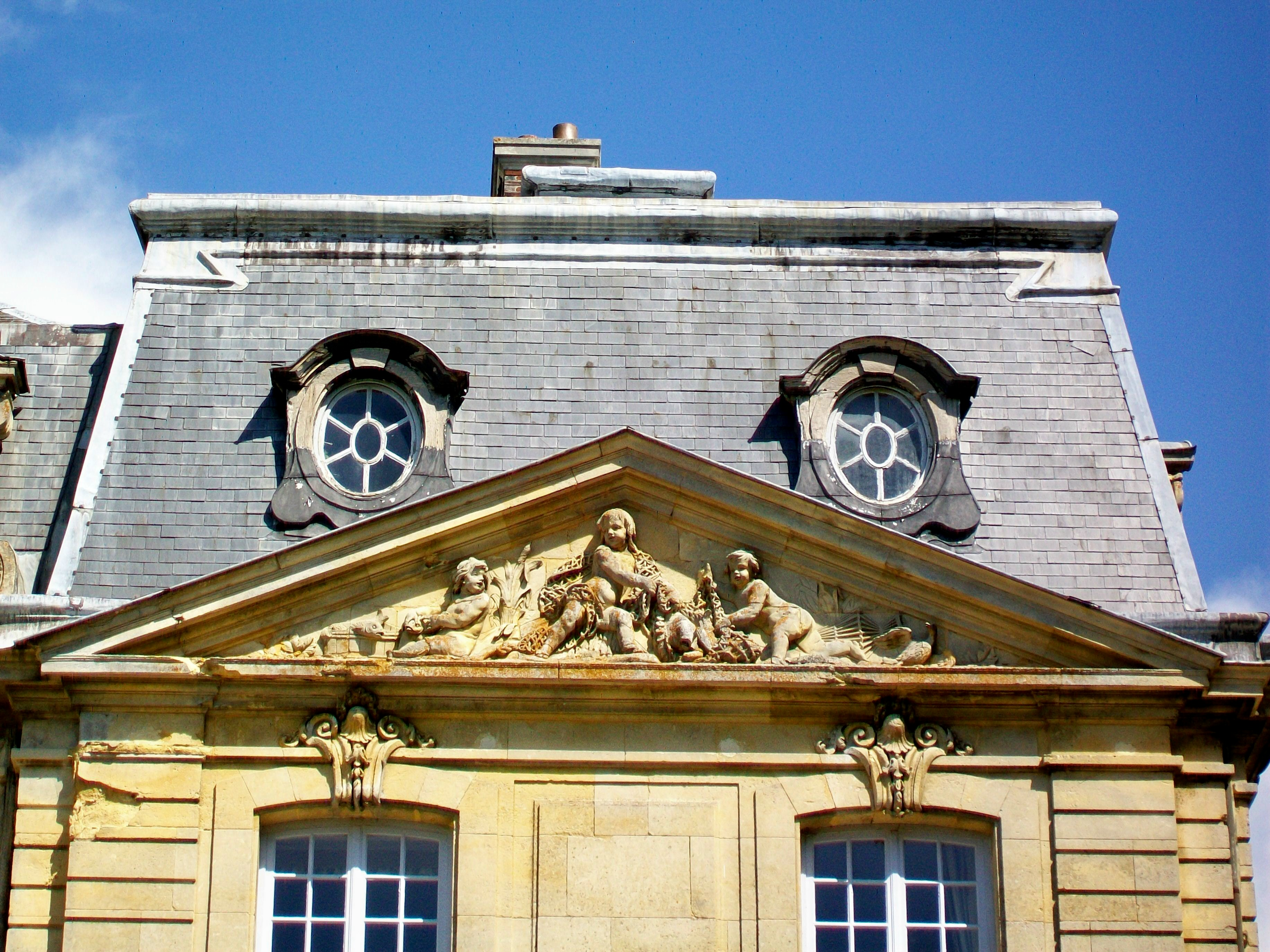
Façade ouest, fronton sculpté du pavillon latéral nord, scène de pêche.
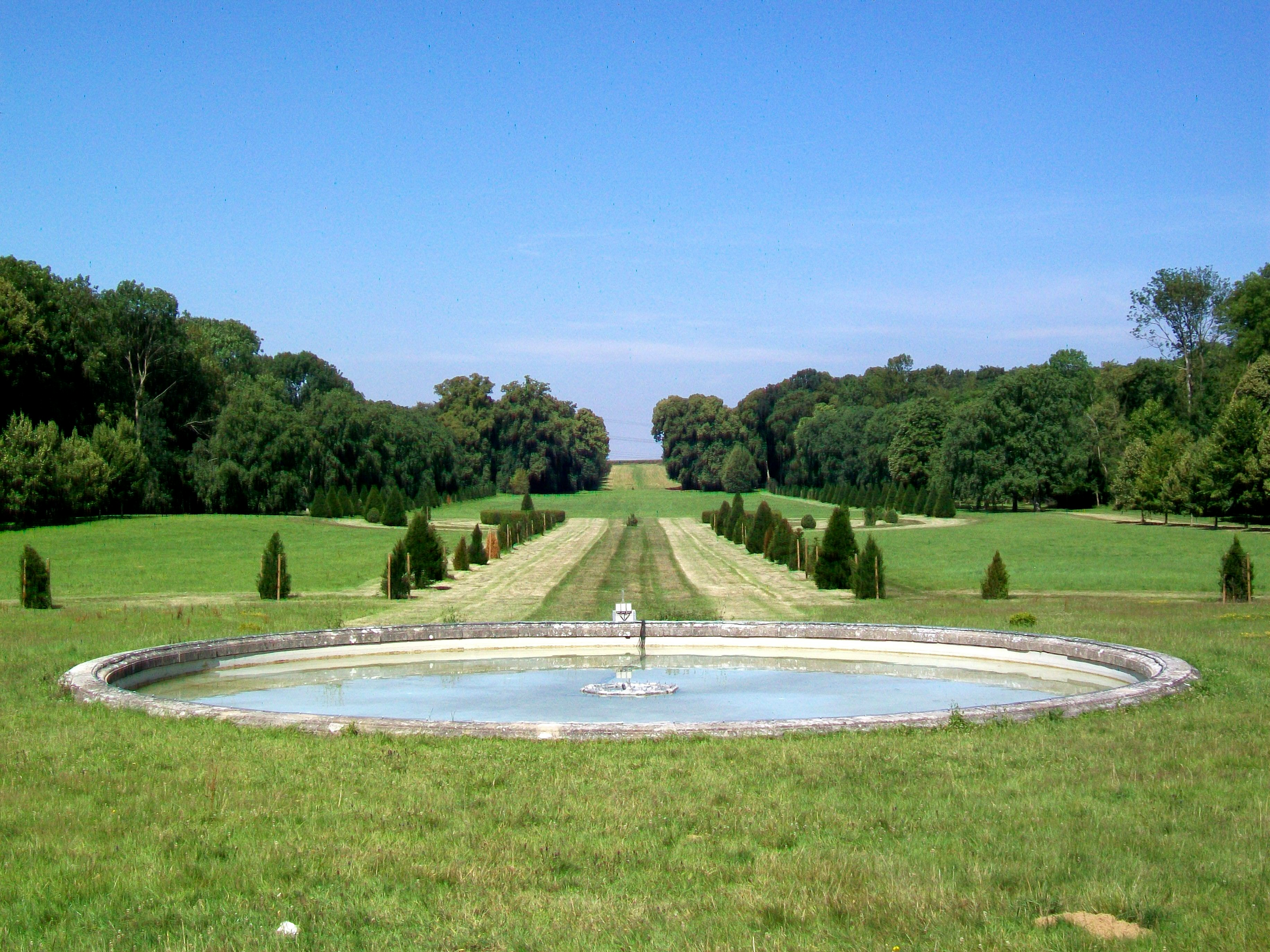
Grande perspective du parc à l'ouest du château, ancien jardin français.

### Le parc
Les jardins à la française conçus par Chevotet ont été remplacés en 1823 par un parc paysager à l'anglaise dessiné par les frères Thouin.
Des restitutions partielles effectuées depuis 1930 ont toutefois permis de retrouver le dessin de l'avant-cour, de la grande allée qui mène au château ainsi que d'une partie des jardins à l'Ouest. Ici s'ouvre une immense perspective sur le bois de Champlâtreux, avec un petit bassin rond au centre.
Les détails du "jardin française" ont disparu, mais les cyprès plantés autour des anciens parterres permettent d'en deviner les grandes lignes ; au Nord, le "jardin anglais" reste quasiment intact.

## Postérité
Le château de Champlâtreux a été imité dans des constructions ultérieures :
- Château d'Artigny à Montbazon (Indre-et-Loire), construit pour le parfumeur François Coty ;
- Château de Saint-Thaurin à Luzarches (Val-d'Oise).

## Le château de Champlâtreux au cinéma
Vingt-et-un films, ainsi que quelques téléfilms, courts-métrages et clips ont été tournés au château de Champlâtreux jusqu'en 2010, parmi eux :
- 1938 : Je chante avec Charles Trenet ;
- 1938 : Entrée des artistes de Marc Allégret ;
- 1945 : Boule de Suif de Christian-Jaque ;
- 1955 : Coup dur chez les mous de Jean Loubignac.
- 2009 : Le Bourgeois gentilhomme de Christian de Chalonge.
- 30 juin 2009 : tournage du clip L'assasymphonie de Mozart, l'opéra rock.
- 20 juin 2019 : tournage du clip Minuit de Lenni-Kim.
- 2022 : tournage du film Jeanne du Barry.
- 2023 : tournage du clip Abyss de WOODZ.

- 2024 : tournage du clip  Danse avec moi  Zayche feat. Camille